# John Cromwell Mather
John Cromwell Mather (n. 7 august 1946, Roanoke, Virginia, SUA) este un fizician american, laureat al Premiului Nobel pentru Fizică în 2006, împreună cu George F. Smoot, pentru descoperirea formei de corp negru și anizotropiei radiației cosmice de fundal.